# Circuito Guazzorese
Le Circuito Guazzorese est une course cycliste italienne disputée au mois d'août à Guazzora, dans le Piémont. Créée en 1907, il s'agit de l'une des plus anciennes compétitions cyclistes italiennes. Elle célèbre sa centième édition en 2017,.
Avant sa disparition, l'épreuve fait partie du calendrier régional de la Fédération cycliste italienne en catégorie 1.19. Seuls les coureurs espoirs (moins de 23 ans) et élites sans contrat peuvent y participer. 

## Palmarès partiel
| Année     | Vainqueur             | Deuxième                  | Troisième              |
| --------- | --------------------- | ------------------------- | ---------------------- |
| 1933      | Pierino Milanese      |                           |                        |
| 1934      | Alessandro Berca      |                           |                        |
| 1935-1941 | ?                     | ?                         | ?                      |
| 1942      | Ettore Milano         |                           |                        |
| 1943-1944 | ?                     | ?                         | ?                      |
| 1945      | Ettore Milano         |                           |                        |
| 1947-1953 | ?                     | ?                         | ?                      |
| 1954      | Carlo Zorzoli (it)    | Angelo Casella            | Pietro Lanati          |
| 1955      | Agostino Saturnino    | Giuseppe Calvi            | Luigi Rapaccioli       |
| 1956      | Mario Gervasoni       | Pietro Nascimbene         | Alberto Negro          |
| 1957-1963 | ?                     | ?                         | ?                      |
| 1964      | Emilio Casalini       | Francesco De Marchi       | Amedeo Rossi           |
| 1965-1966 | ?                     | ?                         | ?                      |
| 1967      | Ledio Menini          | Giovanni Fusar Imperatore | Silvano Dano           |
| 1968-1970 | ?                     | ?                         | ?                      |
| 1971      | Luigi Carlotti        | Livio Cozzi               | Giovanni Maccapani     |
| 1972-1975 | ?                     | ?                         | ?                      |
| 1976      | Maurizio Bertini      | Secondo Volpi             | Franco Reda            |
| 1977      | ?                     | ?                         | ?                      |
| 1978      | Duilio Negri          |                           |                        |
| 1979      | Claudio Calloni       | Piero Ghibaudo            | Andrea Terini          |
| 1980      | Francesco Piacezzi    |                           |                        |
| 1981      | Domenico Cavallo      |                           |                        |
| 1982      | Adriano Baffi         | Mauro Aretuso             | Massimo Brunelli       |
| 1983      | Stefano Pedrinazzi    | Domenico Cavallo          |                        |
| 1984      | Walter Brugna (en)    |                           |                        |
| 1985      | Walter Brugna (en)    | Sandro Lerici             | Andrea De Mitri        |
| 1986      | Enrico Pezzetti       |                           |                        |
| 1987      | Franco Toia           | Michele Mara              | Walter Brambilla       |
| 1988      | Giuseppe Citterio     |                           |                        |
| 1989      | Sergio Stornati       | Diego Parolin             | Fausto Botta           |
| 1990      | Fausto Botta          |                           |                        |
| 1991      | Mauro Radaelli        |                           |                        |
| 1992      | Mauro Radaelli        | Alessandro Baronti        | Maurizio Scaccabarozzi |
| 1993      | Giancarlo Raimondi    | Flavio Della Bella        | Massimiliano Piralli   |
| 1994      | Ivan Cerioli          | Fulvio Frigo              | Matteo Frutti          |
| 1995      | Matteo Frutti         | Marco Velo                | Cristian Piva          |
| 1996      | Gino Paolini (it)     | Enrico Cassani            | Enrico Saccomanni      |
| 1997      | Ivano Zuccotti        |                           |                        |
| 1998      | Maurizio La Falce     | Daniele Della Tommasina   | Giacomo Puccianti      |
| 1999      | Luca Niccolai         |                           |                        |
| 2000      | Luca Barla            |                           |                        |
| 2001      | Žydrūnas Ragelskis    |                           |                        |
| 2002      | Davide Silvestri (it) |                           |                        |
| 2003      | Piergiorgio Camussa   | Roman Luhovyy             | Claudio Masnata        |
| 2004      | Marco Cattaneo        | Alessandro Maserati       | Cristian Bonfanti      |
| 2005      | Bruno Bertolini       | Bruno Rizzi               | Walter Proch           |
| 2006      | Giovanni Carini       | Enrico Rossi              | Norberto Castelli      |
| 2007      | Vitaliy Buts          | Gabriele Orizzonte        | Fausto Fognini         |
| 2008      | Giorgio Brambilla     | Andrea Palini             | Andrea Pasqualon       |
| 2009      | Marco Zanotti         | Federico Rocchetti        | Gianmario Pedrazzini   |
| 2010      | Andrea Guardini       | Matteo Pelucchi           | Filippo Fortin         |
| 2011      | Marco Amicabile       | Marco Zanotti             | Claudio De Benedictis  |
| 2012      | Nicola Ruffoni        | Nicolas Marini            | Edoardo Costanzi       |
| 2013      | Marlen Zmorka         | Alberto Nardin            | Nathan Pertica         |
| 2014      | Xhuliano Kamberaj     | Marlen Zmorka             | Davide Martinelli      |
| 2015      | Luca Pacioni          | Giovanni Lonardi          | Leonardo Fedrigo       |
| 2016      | Imerio Cima           | Riccardo Minali           | Giovanni Lonardi       |
| 2017      | Pasquale Abenante     | Michel Piccot             | Federico Orlandi       |
| 2018      | Jalel Duranti         | Gregorio Ferri            | Davide Donesana        |
| 2019      | Gregorio Ferri        | Leonardo Marchiori        | Francesco Baldi        |